# Гарданн, Гаспар Амеде
Гаспар Амеде Гарданн (фр. Gaspard Amédée Gardanne; 24 апреля 1758 — 14 августа 1807) — французский военный деятель, дивизионный генерал (1800 год), участник революционных и наполеоновских войн. Имя генерала выбито на Триумфальной арке в Париже.

## Биография

### Происхождение и ранняя служба
Родился в семье буржуа и канонира береговой охраны Жозефа Гарданна (фр. Joseph Gardanne; 1732–1797) и его супруги Магдалены Жобер (фр. Anne Rose Madeleine Jaubert; 1734–1786). 25 ноября 1777 года женился в родном городке на Франсуазе Вюллем (фр. Victoire Françoise Wullem; 1761–1780), от которой имел сына Шарля (фр. Charles Joseph Amédée Gardanne; 1778–), который дослужился до звания капитана кавалерии, и с 1805 года был адъютантом отца.
Гаспар вступил на военную службу 1 марта 1779 года лейтенантом канониров береговой охраны и 30 сентября 1780 года был переведён в королевскую гвардию. Овдовев в 1780 году, будущий генерал второй раз женился 15 октября 1782 года в родном городке на Марие Флоранс (фр. Marie Madeleine Florens; 1760–1795). В браке родились двое детей: сын Казимир (фр. Jean Baptiste Auguste Casimir Gardanne; 1784–1807), который служил капитаном во 2-м драгунском полку и был смертельно ранен в сражении при Гейльсберге, и дочь Тереза (фр. Thérèse Lydie Gardanne; 1788–1825). В 1784 году Гаспар оставил службу и возвратился к себе на родину.

### Революционные войны
После революции, вернулся 16 сентября 1791 года в строй и был избран сослуживцами заместителем командира 1-го батальона волонтёров департамента Вар, а 30 ноября 1792 года возглавил батальон. Сражался в составе Альпийской армии, участвовал в осаде Тулона. Произведён в полковники штаба указом представителей народа Рикора, Фрерона, Барраса и Робеспьера-младшего 13 сентября 1793 года, и утверждён в этом чине указом Конвента от 12 апреля 1794 года.

С 1794 года в рядах Итальянской армии. Командовал авангардом дивизии. 27 июня 1795 года был послан генералом Дальманем следить за перемещениями противника, планировавшего захватить лагерь Сабион в Пьемонте. Когда стали ясны намерения неприятеля, Дальмань приказал Гарданну во главе батальона тиральеров и отряда из состава 165-й линейной полубригады атаковать противника на перевале Тенде. Бесстрашно взобравшись по крутым склонам, Гарданн атаковал пьемонтцев, опрокинул их прежде, чем они успели что-либо понять, и причинил им значительные потери. В октябре 1795 года представитель Фрерон временно произвёл его в бригадные генералы. 23 января 1796 года вновь произведён в бригадные генералы. 4 апреля возглавил 3-ю бригаду в дивизии Муре в Тулоне. 20 мая зачислен в авангард Кильмена. 30 мая не дожидаясь, когда восстановят мост через Минчо в Боргетто, 50 гренадер бросаются в реку, держа своё оружие и припасы над головой и с водой до подбородка. Во главе их стоял генерал Гарданн, гренадер как по размерам, так и по храбрости (по выражению Бонапарта). Австрийцы, напуганные такой смелостью, бежали; мост восстанавливается, гренадеры переправляются через Минчо и захватывают Валеджо, штаб австрийской армии. 1 июня Гаспар присоединился к дивизии Массена, а 7 июля – к Ожеро. 5 августа внёс большой вклад в победу в сражении при Кастильоне. 21 августа вернулся в дивизию Массена. С 20 сентября в дивизии Вобуа. 5 октября был назначен комендантом Вероны. С 10 октября вновь под началом Вобуа. 

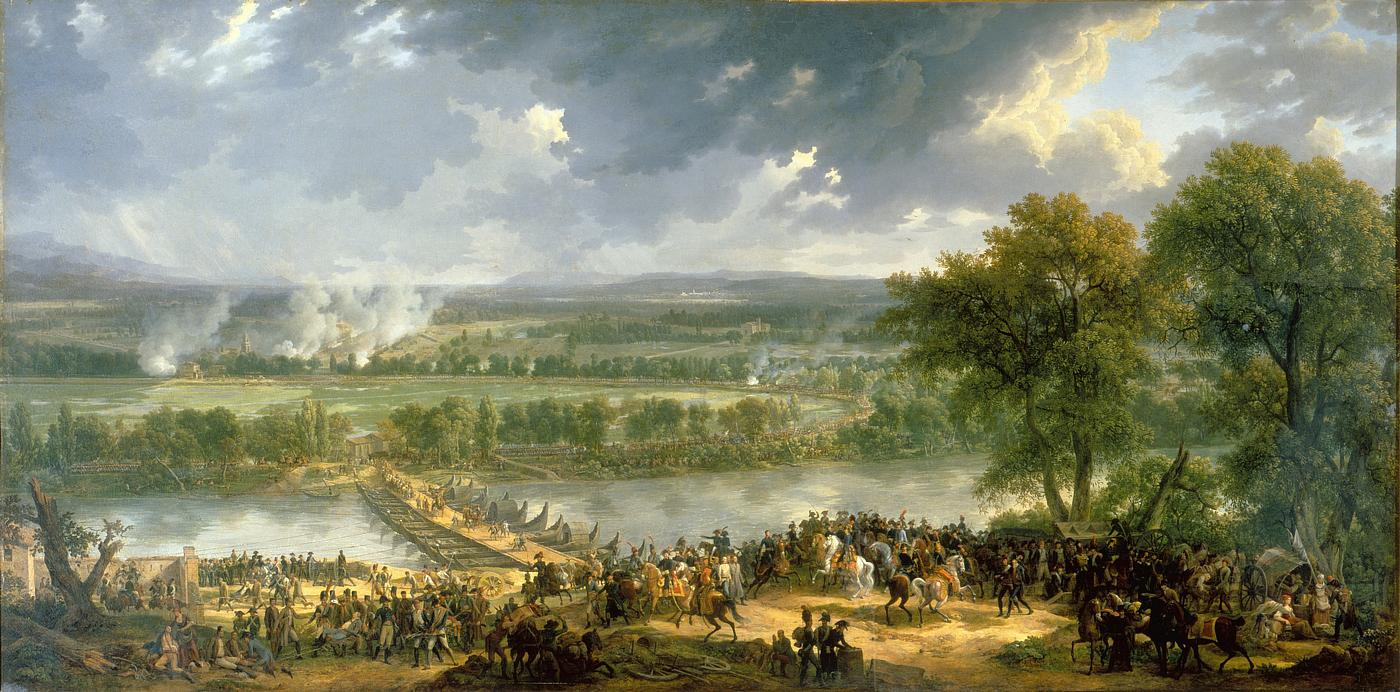
Битва при Арколе

 15 ноября 1796 года, в первый день сражения при Арколе, взял в плен 400 человек. 16 ноября – ещё 2500 человек, в том числе генерал-майора, захватил одиннадцать орудий и два флага. 17 ноября, в тот момент, когда противник двинулся на захват моста, Бонапарт отдал приказ Гарданну пойти и устроить засаду в лесу, справа от моста, с двумя батальонами 32-й полубригады, чтобы защитить переправу через Адидже. Как только появились австрийцы, Гарданн с порывом атаковал их, взял в плен 2000 человек, а остальных сбросил в реку, где большое количество утонуло. Когда он выходил из леса, он был ранен пулей, но не оставил командование колонной.
17 января 1797 году был назначен комендантом Тортоны и Алессандрии. 30 марта 1797 года Гарданн был наконец утверждён в чине бригадного генерала приказом Директории. 14 апреля 1797 года переведён в штаб Итальянской армии. 14 июня 1797 года возглавил 11-ю бригаду (45-я и 63-я линейные полубригады) в 6-й дивизии Бараге д’Илье. С 9 августа с бригадой находился в Венеции, где 45-ю сменила 13-я полубригада.
12 января 1798 года генерал Гарданн был переведён в Английскую армию. 17 марта прибыл в Тулон. 14 апреля возглавил бригаду из 25-й и 75-й линейных полубригад в дивизии Клебера, и был включён в Восточную армию Бонапарта, но не отправился в Египет, и остался во Франции. В марте 1799 года присоединился к дивизии Монришара. Он снова отличился 12 мая 1799 года в битве при Бассиньяно, где внёс значительный вклад в победу. После поражения  Макдональда в середине июня на Треббии, Гарданн в июле отошёл в Алессандрию, которая была осаждена 15-тысячным русско-австрийским корпусом. Плохое состояние укреплений и отсутствие припасов не позволили генералу долго оборонять город, и 22 июля Гарданн попал в плен после сдачи города.
После обмена на австрийского генерала Мака, Гарданн вернулся в Париж, и принял активное участие в государственном перевороте 18 брюмера. 20 ноября 1799 года был отправлен новым правительством в 17-й военный округ.

### Дивизионный генерал
5 января 1800 года Первый консул Бонапарт произвёл его в дивизионные генералы. 14 января 1800 года возглавил 14-й военный округ в Кане вместо Канкло. После этого был зачислен в Западную армию генерала Брюна. 29 апреля был переведён в Резервную армию, и 5 июня возглавил 6-ю пехотную дивизию (44-я, 101-я и 102-я линейные полубригады). 6 июня отличился при переправе через По. 9 июня сражался при Монтебелло. 11 июня его дивизия отдана под начало Виктора. Действуя как обычно в авангарде, Гарданн собирался форсировать Скривию, когда встретил противника, оборонявшего подступы к Бормиде и имевшиеся под Алессандрией три моста; генерал немедленно нападает на австрийцев, отбрасывает и берёт сто пленных. 13 июня ему было поручено захватить вместе со своей дивизией деревню Маренго, которую он взял после непродолжительного сопротивления. Он быстро последовал за австрийцами к их окопам у Бормиды, взял у них 2 пушки и занял позицию у Педребона, перед Маренго, на равном расстоянии от этой деревни и от Бормиды. 

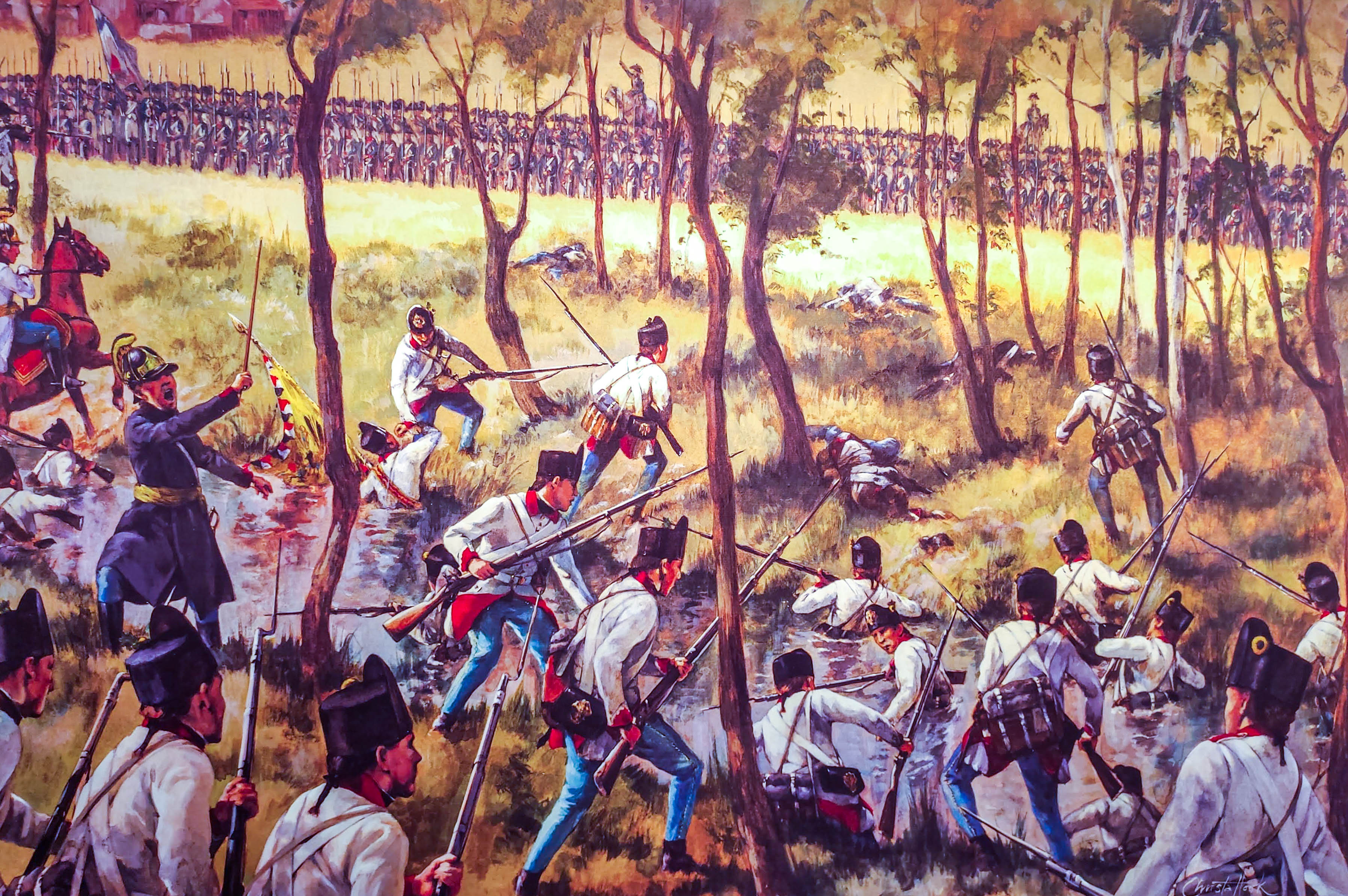
Австрийцы атакуют деревню Маренго, защищаемую Виктором

 В этот памятный день генерал Гарданн превзошёл себя. На следующий день он отразил четыре последовательные атаки австрийцев, прежде чем отступить с корпусом генерала Виктора. 19 июня захватил цитадель Алессандрии. 22 июня, после расформирования его дивизии, Гарданн был помещён в штаб Итальянской армии. В награду за его действия в этой кампании, 26 июня Первый консул Бонапарт наградил его почётной саблей с надписью: «Битва при Маренго, под личным командованием Первого консула. Подарена Правительством Республики генералу Гарданну». 5 июля Гарданн возглавил 1-ю дивизию левого крыла генерала Монсе Итальянской армии. 13 декабря был переведён под начало Мишо. Продолжал сражаться, отличился при переправе через Минчо, Адидже и Бренту.
31 июля 1801 года вернулся во Францию. 22 августа 1801 года был назначен командующим 20-го военного округа в Перигё. 20 октября 1801 года генерал писал Бонапарту, что его военный округ, состоящий из пяти департаментов (Шаранта, Ло и Гаронна, Дордонь, Ло и Коррез), был очень спокойным, и что даже в разгар революции он оставался почти свободным от конвульсий. Также генерал попросил трехмесячный отпуск, так как многие частные дела требовали его присутствия в Париже.
27 апреля 1802 года был назначен командующим французскими войсками в Генуе в Лигурийской республике. 1 августа 1802 года Гарданн писал военному министру в Лигурии, что нашёл солдат без содержания в течение двух месяцев, которые были расквартированы в местах, где всё необходимое стоит очень дорого, поэтому они оказались в очень тяжёлых условиях.
7 июля 1803 года возглавил французские войска в Мантуе в Итальянской республике. Здесь у Гарданна возник жёсткий конфликт с генералом Менони. В еврейском гетто в Мантуе по старому обычаю содержался сторожевой пост, защищавший евреев от фанатизма христиан. Гарданн считал новые свободы настолько продвинутыми, что в этом не было необходимости, и по этой причине пост ухудшал обслуживание площади. Но обеспокоенные евреи по-прежнему желали этого, и их поддержали другие, получавшие от этого небольшую прибыль. Среди заинтересованных был и Менони, который заменил пост не посоветовавшись с командующим. Гарданн не встревожился, и поместил Менони под арест на два дня и уведомил об этом генерала Шарпантье, который был начальником штаба французских войск в Италии.
23 января 1805 года генерал получил новое увольнение, и отправился в Париж, оставив вместо себя генерала Компера. 24 августа 1805 года в столице Франции Гаспар Гарданн женился в третий раз на Жанне Пинон (фр. Jeanne Pétronille Adelaïde Pinon; 1778—1860), дочери генерала Жана Пинона. У пары родился сын Шарль (фр. Charles Léon Gardanne; 1801—1863).

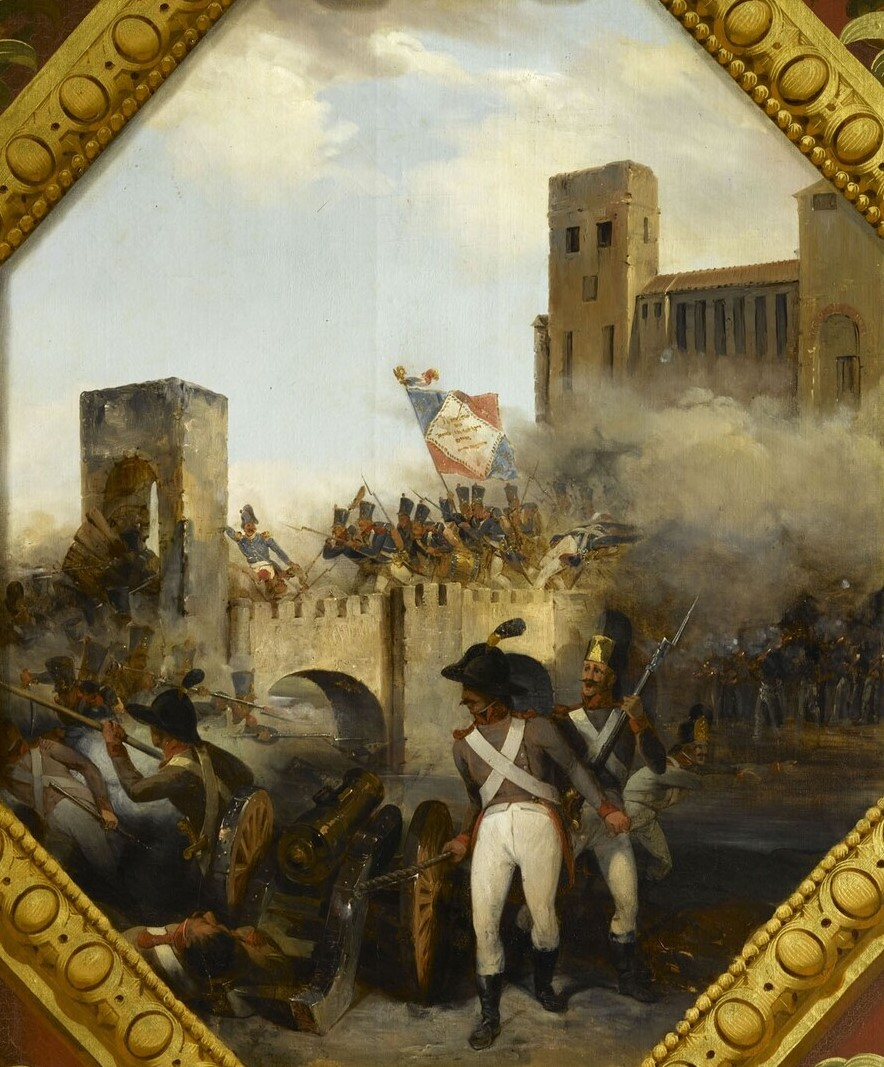
Атака и взятие моста в Вероне

 В конце сентября 1805 года Гаспар прибыл в Верону, и вновь стал во главе 1-й пехотной дивизии в Итальянской армии маршала Массена. Его действия были решающими при взятии моста Вьё-Шато в Вероне 18 октября 1805 года. 29 октября принимал участие в битве при Сан-Микеле, где энергично вступил в бой на высотах Сан-Леонардо, выбив имперцев с занимаемых позиций. На следующий день командовал центром в битве при Кальдьеро. В критический момент, примчавшись к месту боя и надев шляпу на конец сабли, генерал Гарданн сплотил свою дивизию и яростной штыковой атакой заставил австрийцев сдать позиции. Затем французы преследовали неприятеля. Последовательно были форсированы Брента (5 ноября), Пьяве (9 ноября), Тальяменто (13 ноября) и 16-го прибыли на Изонцо, которую перешли вброд.

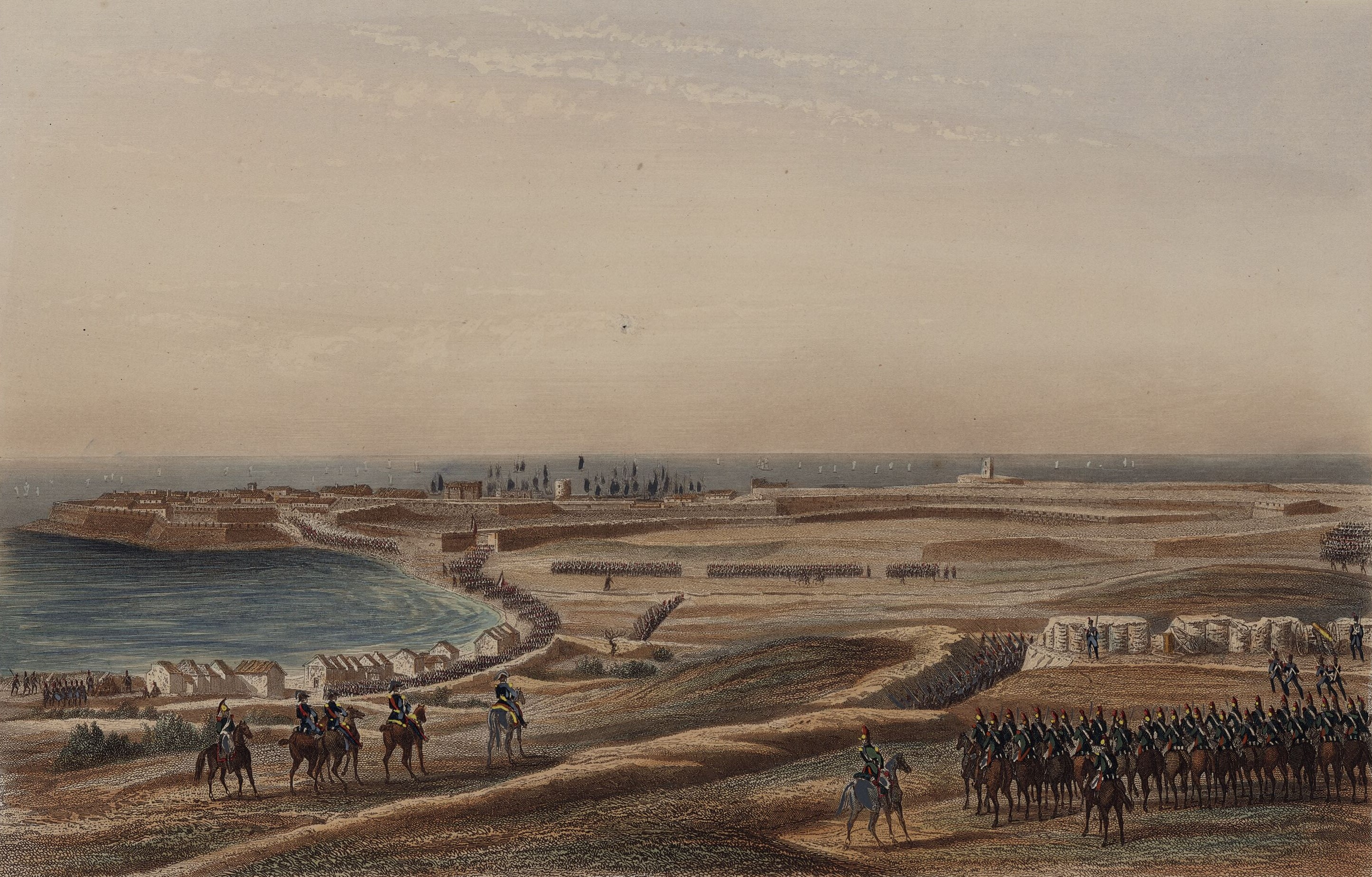
Осада Гаэты

 1 февраля 1806 года Гарданн поменялся местами с генералом Партуно, и возглавил гренадерский резерв Неаполитанской армии. С 17 мая по 20 июля 1806 года командовал корпусом, блокирующим крепость Гаэта. 22 июля 1806 года Массена написал поздравление Гарданну: «Осада Гаэты, столь благополучно закончившаяся, мой дорогой генерал, дала вам возможность ещё раз продемонстрировать свою храбрость и свое рвение во славу французского оружия. Вы сделали всё, что обещала ваша военная репутация, и мне было чрезвычайно приятно дать Его Величеству свидетельство о том, что вы полностью оправдали доверие, которое он вам оказал, призвав вас на этот почётный пост. Его Величество уже выразил в своей повестке дня, насколько он удовлетворён вашими услугами, но я рад, в частности, выступать в качестве его переводчика для храбрых людей, чью преданность своему делу и своей работе я сам смог оценить. Имею честь приветствовать вас». 29 июля 1806 года Гарданн был переведён в Калабрию под начало Массена и 20 августа 1806 года возглавил 3-ю резервную дивизию, состоящую из 1-го лёгкого неаполитанского, 101-го и 102-го линейных, и 14-го конно-егерского полков в Кассано.

### Последняя кампания
В сентябре 1806 года был отозван во Францию и 27 ноября 1806 года сменил генерала Вандама во главе 2-й пехотной дивизии 6-го армейского корпуса Великой Армии. 26 декабря участвовал в бою у Зольдау, где были разбиты остатки прусской армии. Довольно быстро у генерала начались трения с маршалом Неем, у которого был отвратительный характер. С января 1807 года маршал стал писать Императору, и жаловаться на Гаспара, с требованием его снять. Утром 2 февраля 6-й корпус покинул Гильгенбург и утром 3-го прибыл в Алленштайн. 4 февраля Гарданн был ранен в бою с русскими. 5 февраля 6-й корпус у Либштадта столкнулся с прусским корпусом Лестока, арьергард которого уничтожил. Пруссаки отступили, и их преследовала бригада Роге (25-й лёгкий и 27-й линейный) из дивизии Гарданна. Вечером 8 февраля дивизия прибыла к полю сражения при Эйлау. 2-я бригада расположились позади 2-й бригады 1-й дивизии, а 1-я бригада находилась в резерве за Альтхофом. Эта позиция была занята с наступлением темноты. Дивизия не приняла участия в сражении, и на следующий день 25-й занял Лампаш по дороге на Домнау, 27-й – Кусхиттен, а 50-й и 59-й – Эйлау. 17 февраля дивизия получила приказ расположиться на зимние квартиры у Гуттштадта и Алленштайна. 4 марта Гаспар был атакован превосходящими силами русских у Цехерна, и лишь бездарные действия генерала Эссена спасли французов от больших потерь. Ней вновь был недоволен действиями генерала в этом бою, и написал жалобу Императору. 6 марта Наполеон ответил маршалу: «Я передал командование дивизией Гарданна, которым вы недовольны, генералу Биссону. Надеюсь, он будет здесь через два дня».

12 марта 1807 года Гарданн получил под своё начало 4-ю пехотную дивизию, состоящую из французских, саксонских и польских войск, в составе 10-го корпуса маршала Лефевра. С 19 марта по 24 мая 1807 года принимал участие в осаде Данцига. 15 мая отличился при отражении русского десанта. 

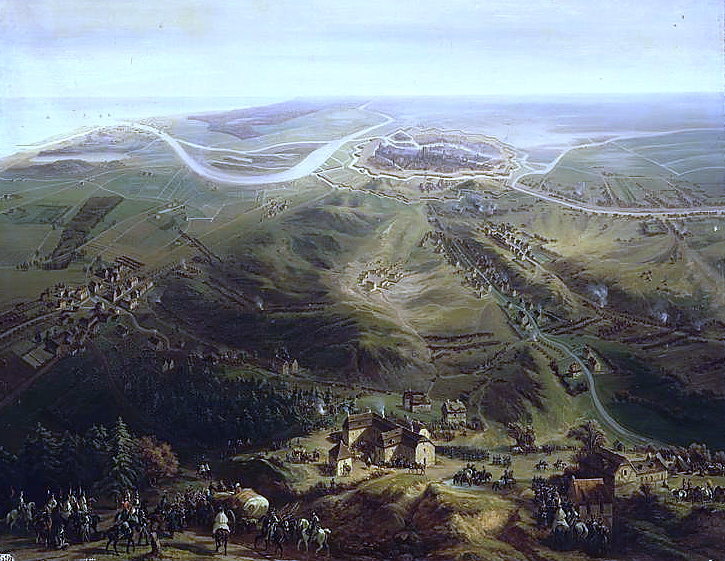
Осада Данцига

 27 мая 1807 года, после капитуляции Данцига, получил разрешение вернуться во Францию, но уже 2 июня был переведён в Силезию под начало Жерома и 17 июня возглавил саксонские войска в этом регионе.
Направлялся во Францию после Тильзитского мира, когда по пути заболел лихорадкой и умер 14 августа 1807 года в Бреслау в возрасте 49 лет. Франция потеряла одного из лучших своих граждан, одного из самых бесстрашных защитников.
Вдова генерала в Париже с помощью Плика, его верного адъютанта, и Клеро, казначея 9-го армейского корпуса, собрала его скудное наследство, чтобы прокормить себя и своего младшего сына; затем она уехала в Соединённые Штаты Америки, где впоследствии были собраны и организованы шесть больших фолиантов государственных документов, хранившихся у покойного генерала.

## Воинские звания
- Лейтенант (1 марта 1779 года);
- Подполковник (16 сентября 1791 года);
- Полковник штаба (13 сентября 1793 года, утверждён 12 апреля 1794 года);
- Бригадный генерал (октябрь 1795 года, не утверждён);
- Бригадный генерал (23 января 1796 года, утверждён 30 марта 1797 года);
- Дивизионный генерал (5 января 1800 года).

## Награды
- Почётная сабля за Маренго (26 июня 1800 года)

 Легионер ордена Почётного легиона (24 сентября 1803 года)
 Коммандан ордена Почётного легиона (14 июня 1804 года)